# In The Ghetto
Az In The Ghetto című dal a brit Beats International 3. kimásolt kislemeze az Excursion On The Version című stúdióalbumról, mely 1991-ben jelent meg. 
A dal három változatban szerepel a Maxi CD-n, mely "version one, version two, version three" elnevezéseket kapott.
A dal az angol lista 44., a német kislemezlista 89., míg Ausztráliában 142. helyezést érte el, valamint Új-Zélandon az előkelő 7. helyen végzett.

## Megjelenések
Maxi CD  Németország Metronome – 869 607-2
1. In The Ghetto (Version One) 3:17
2. In The Ghetto (Version Three) 5:03
3. In The Ghetto (Version Two) 5:26
4. Oh, That's Deep	3:55

## Slágerlista
| Slágerlista (1990)              | Legjobb helyezés |
| ------------------------------- | ---------------- |
| Australian ARIA Singles Chart   | 142              |
| German Singles Chart            | 89               |
| New Zealand RIANZ Singles Chart | 7                |
| Brit kislemezlista              | 44               |